# Omicron foxi
Omicron foxi är en stekelart som först beskrevs av Schulz 1905.  Omicron foxi ingår i släktet Omicron och familjen Eumenidae. Inga underarter finns listade i Catalogue of Life.